# Aurum Tolosanum

Le migrazioni dei Volci Tectosagi («in cerca di un tetto»), a cui si ricollega la vicenda semi-leggendaria dell'Oro di Tolosa.

Aurum Tolosanum (Oro di Tolosa) è un'espressione latina che individua il nucleo fondante di una fortunata tradizione letteraria, avvolta da aloni mitici e leggendari, il cui reale fondamento non è ben conosciuto: infatti, alle frequenti menzioni di epoca imperiale, provenienti da fonti sia greche che latine, viene attribuito un valore storico pressoché nullo.
Quella dell'oro di Tolosa è la storia di un immenso tesoro, proveniente dall'ipotetico e sacrilego sacco del santuario di Apollo a Delfi, che sarebbe avvenuto durante la Grande spedizione dei Celti del 279 a.C., storicamente avvenuta in Grecia ad opera di contingenti celtici di eterogenea provenienza. In seguito a questa incursione, una frazione tribale del popolo dei Volci Tectosagi, facente parte dell'onda di ritorno dell'invasione, lo avrebbe condotto in Gallia meridionale per deporlo in un santuario celtico presso Tolosa. L'aura di maledizione che accompagnava quel bottino sarebbe stata alla base della disfatta patita dai Romani nella battaglia di Arausio del 105 a.C.

## Origine: laGrande expéditiondel III secolo a.C.
Nella tradizione sulla sua provenienza sacrilega concorrono molti elementi storici, mescolati però a ingredienti mitologici e leggendari: gli assedianti del santuario greco, ad esempio, sarebbero stati respinti grazie all'intervento divino di Apollo, aiutato da divinità iperboree. 
In quel frangente, lo stesso Brenno, a capo degli invasori, sarebbe rimasto gravemente ferito e il grande esercito celtico avrebbe intrapreso una manovra di ripiegamento: Brenno, agonizzante per le piaghe, sarebbe morto lungo la via del ritorno.
Il grosso della spedizione si sarebbe quindi diviso: una parte avrebbe imboccato la via del ritorno verso l'area carpatica, il centro Europa e la Gallia, mentre alcuni nuclei si sarebbero stabiliti in Asia Minore: dal loro rimescolamento sarebbe avvenuta l'etnogenesi della confederazione scordisca e la nascita dei regni di Galazia e Tylis.

## La tradizione romana
Alla tradizione greca dell'insuccesso celtico, propiziato dall'intervento divino, la tradizione romana preferì sostituire una diversa versione, in chiave di propaganda anti-celtica. 
Nella letteratura romana, la spedizione alimentò la leggenda letteraria di quel favoloso tesoro — l'aurum Tolosanum, circa 70 tonnellate d'oro — che i Romani rinvennero nel 105 a.C., in un santuario celtico presso Tolosa. 
Secondo la tradizione, quel tesoro sarebbe stato costituito proprio dal bottino sacrilego di Delfi, successivamente traslato in Gallia, dopo varie vicende, per mano di un gruppo tribale di Volci Tectosagi che, consolidatosi come popolo autonomo in Galizia, emigrò in parte nella regione nei pressi di Tolosa.

### L'oro maledetto e la disfatta romana ad Arausio
Nella tradizione romana le vicende del tesoro dei Tectosagi si ammantarono di un'aura maledetta, legata alla sua origine sacrilega: il proconsole di Gallia Quinto Servilio Cepione, vincitore sulla ribellione dei Volci l'anno prima, fu accusato di averne sottratta una parte simulando una rapina da parte di briganti nei pressi di Marsiglia, durante il trasporto verso Roma. 
Ma la maledizione che accompagnava il tesoro avrebbe presto colpito questa seconda sottrazione sacrilega: l'"oro maledetto di Delfi" sarebbe stato la causa della rovinosa disfatta di Aurasio subita l'anno successivo, presso Orange, dall'esercito condotto da Cepione contro Cimbri e Teutoni. 
Caduto in disgrazia, accusato di malversazione dal tribuno Norbano, Cepione venne condannato a morte e la sua famiglia cadde in rovina: si racconta che le sue figlie dovettero darsi alla prostituzione, mentre di lui non si conosce con sicurezza la fine: forse la sentenza fu eseguita o invece, come raccontano altre fonti, avrebbe finito i suoi giorni nell'esilio obbligato di Smirne.